# Liste der Nummer-eins-R&B-Alben in den USA (2004)
Dies ist eine Liste der Nummer-eins-Alben in den von Billboard ermittelten Verkaufscharts für R&B- sowie die erstmals am 26. Juni 2004 separat erhobenen Rap-Alben in den USA im Jahr 2004. In diesem Jahr erreichten neunundzwanzig R&B-Alben und sechzehn Rap-Alben Nummer-eins-Status.

## R&B-Alben (Top 100)
| ← 2003 ← | Liste der Nummer-eins-R&B-Alben in den USA | Liste der Nummer-eins-R&B-Alben in den USA | Liste der Nummer-eins-R&B-Alben in den USA | 2005 →                    |
| \| Zeitraum \| Wo. ges. \| Interpret \| Titel \| Zusätzliche Informationen \| \| (Zeitraum, Wochen auf Platz eins, Interpret, Titel, zusätzliche Informationen) \| \| \| \| \| \| ------------------------------------------------------------------------------ \| -------- \| ---------------- \| ---------------------------------------------- \| ------------------------- \| \| 27. Dezember 2003 – 6. Februar 2004 6 Wochen (insgesamt 7) \| 7 \| Alicia Keys \| The Diary of Alicia Keys[2] \| – \| \| 7. Februar 2004 – 13. Februar 2004 1 Woche (insgesamt 1) \| 1 \| Ruben Studdard \| Soulful[3] \| – \| \| 14. Februar 2004 – 27. Februar 2004 2 Wochen (insgesamt 2) \| 2 \| Twista \| Kamikaze[4] \| – \| \| 28. Februar 2004 – 12. März 2004 2 Wochen (insgesamt 2) \| 2 \| Kanye West \| The College Dropout[5] \| – \| \| 13. März 2004 – 19. März 2004 1 Woche (insgesamt 1) \| 1 \| Young Gunz \| Tough Luv[6] \| – \| \| 20. März 2004 – 26. März 2004 1 Woche (insgesamt 3) \| 3 \| Kanye West \| The College Dropout \| – \| \| 27. März 2004 – 2. April 2004 1 Woche (insgesamt 1) \| 1 \| Various Artists \| Bad Boy’s 10th Anniversary... The Hits[7] \| – \| \| 3. April 2004 – 9. April 2004 1 Woche (insgesamt 1) \| 1 \| Cassidy \| Split Personality[8] \| – \| \| 10. April 2004 – 7. Mai 2004 4 Wochen (insgesamt 4) \| 4 \| Usher \| Confessions[9] \| – \| \| 8. Mai 2004 – 14. Mai 2004 1 Woche (insgesamt 1) \| 1 \| Mario Winans \| Hurt No More[10] \| – \| \| 15. Mai 2004 – 21. Mai 2004 1 Woche (insgesamt 1) \| 1 \| D12 \| D12 World[11] \| – \| \| 22. Mai 2004 – 28. Mai 2004 1 Woche (insgesamt 5) \| 5 \| Usher \| Confessions \| – \| \| 29. Mai 2004 – 4. Juni 2004 1 Woche (insgesamt 1) \| 1 \| 8Ball & MJG \| Living Legends[12] \| – \| \| 5. Juni 2004 – 11. Juni 2004 1 Woche (insgesamt 1) \| 1 \| Method Man \| Tical 0: The Prequel[13] \| – \| \| 12. Juni 2004 – 2. Juli 2004 3 Wochen (insgesamt 8) \| 8 \| Usher \| Confessions \| – \| \| 3. Juli 2004 – 9. Juli 2004 1 Woche (insgesamt 1) \| 1 \| Beastie Boys \| To the 5 Boroughs[14] \| – \| \| 10. Juli 2004 – 16. Juli 2004 1 Woche (insgesamt 1) \| 1 \| Jadakiss \| Kiss of Death[15] \| – \| \| 17. Juli 2004 – 13. August 2004 4 Wochen (insgesamt 4) \| 4 \| Lloyd Banks \| The Hunger for More[16] \| – \| \| 14. August 2004 – 20. August 2004 1 Woche (insgesamt 1) \| 1 \| The Terror Squad \| True Story[17] \| – \| \| 21. August 2004 – 27. August 2004 1 Woche (insgesamt 5) \| 5 \| Lloyd Banks \| The Hunger for More \| – \| \| 28. August 2004 – 3. September 2004 1 Woche (insgesamt 1) \| 1 \| Shyne \| Godfather Buried Alive[18] \| – \| \| 4. September 2004 – 10. September 2004 1 Woche (insgesamt 1) \| 1 \| 213 \| The Hard Way[19] \| – \| \| 11. September 2004 – 17. September 2004 1 Woche (insgesamt 1) \| 1 \| R. Kelly \| Happy People/U Saved Me[20] \| – \| \| 18. September 2004 – 24. September 2004 1 Woche (insgesamt 1) \| 1 \| Jill Scott \| Beautifully Human: Words and Sounds Vol. 2[21] \| – \| \| 25. September 2004 – 1. Oktober 2004 1 Woche (insgesamt 1) \| 1 \| Anita Baker \| My Everything[22] \| – \| \| 2. Oktober 2004 – 15. Oktober 2004 2 Wochen (insgesamt 2) \| 2 \| Nelly \| Suit[23] \| – \| \| 16. Oktober 2004 – 22. Oktober 2004 1 Woche (insgesamt 1) \| 1 \| Ciara \| Goodies[24] \| – \| \| 23. Oktober 2004 – 12. November 2004 3 Wochen (insgesamt 11) \| 11 \| Usher \| Confessions \| – \| \| 13. November 2004 – 19. November 2004 1 Woche (insgesamt 1) \| 1 \| R. Kelly & Jay-Z \| Unfinished Business[25] \| – \| \| 20. November 2004 – 26. November 2004 1 Woche (insgesamt 1) \| 1 \| Trick Daddy \| Thug Matrimony: Married to the Streets[26] \| – \| \| 27. November 2004 – 10. Dezember 2004 2 Wochen (insgesamt 2) \| 2 \| Eminem \| Encore[27] \| – \| \| 11. Dezember 2004 – 17. Dezember 2004 1 Woche (insgesamt 1) \| 1 \| Destiny’s Child \| Destiny Fulfilled[28] \| – \| \| 18. Dezember 2004 – 24. Dezember 2004 1 Woche (insgesamt 1) \| 1 \| T.I. \| Urban Legend[29] \| – \| \| 25. Dezember 2004 – 31. Dezember 2004 1 Woche (insgesamt 1) \| 1 \| Ludacris \| The Red Light District[30] \| – \| |                                            |                                            |                                            |                           |
| ← 2003 |                                            |                                            |                                            | → 2005 →                  |
| Zeitraum | Wo. ges.                                   | Interpret                                  | Titel                                      | Zusätzliche Informationen |
| (Zeitraum, Wochen auf Platz eins, Interpret, Titel, zusätzliche Informationen) |                                            |                                            |                                            |                           |
| 27. Dezember 2003 – 6. Februar 2004 6 Wochen (insgesamt 7) | 7                                          | Alicia Keys                                | The Diary of Alicia Keys                   | –                         |
| 7. Februar 2004 – 13. Februar 2004 1 Woche (insgesamt 1) | 1                                          | Ruben Studdard                             | Soulful                                    | –                         |
| 14. Februar 2004 – 27. Februar 2004 2 Wochen (insgesamt 2) | 2                                          | Twista                                     | Kamikaze                                   | –                         |
| 28. Februar 2004 – 12. März 2004 2 Wochen (insgesamt 2) | 2                                          | Kanye West                                 | The College Dropout                        | –                         |
| 13. März 2004 – 19. März 2004 1 Woche (insgesamt 1) | 1                                          | Young Gunz                                 | Tough Luv                                  | –                         |
| 20. März 2004 – 26. März 2004 1 Woche (insgesamt 3) | 3                                          | Kanye West                                 | The College Dropout                        | –                         |
| 27. März 2004 – 2. April 2004 1 Woche (insgesamt 1) | 1                                          | Various Artists                            | Bad Boy’s 10th Anniversary... The Hits     | –                         |
| 3. April 2004 – 9. April 2004 1 Woche (insgesamt 1) | 1                                          | Cassidy                                    | Split Personality                          | –                         |
| 10. April 2004 – 7. Mai 2004 4 Wochen (insgesamt 4) | 4                                          | Usher                                      | Confessions                                | –                         |
| 8. Mai 2004 – 14. Mai 2004 1 Woche (insgesamt 1) | 1                                          | Mario Winans                               | Hurt No More                               | –                         |
| 15. Mai 2004 – 21. Mai 2004 1 Woche (insgesamt 1) | 1                                          | D12                                        | D12 World                                  | –                         |
| 22. Mai 2004 – 28. Mai 2004 1 Woche (insgesamt 5) | 5                                          | Usher                                      | Confessions                                | –                         |
| 29. Mai 2004 – 4. Juni 2004 1 Woche (insgesamt 1) | 1                                          | 8Ball & MJG                                | Living Legends                             | –                         |
| 5. Juni 2004 – 11. Juni 2004 1 Woche (insgesamt 1) | 1                                          | Method Man                                 | Tical 0: The Prequel                       | –                         |
| 12. Juni 2004 – 2. Juli 2004 3 Wochen (insgesamt 8) | 8                                          | Usher                                      | Confessions                                | –                         |
| 3. Juli 2004 – 9. Juli 2004 1 Woche (insgesamt 1) | 1                                          | Beastie Boys                               | To the 5 Boroughs                          | –                         |
| 10. Juli 2004 – 16. Juli 2004 1 Woche (insgesamt 1) | 1                                          | Jadakiss                                   | Kiss of Death                              | –                         |
| 17. Juli 2004 – 13. August 2004 4 Wochen (insgesamt 4) | 4                                          | Lloyd Banks                                | The Hunger for More                        | –                         |
| 14. August 2004 – 20. August 2004 1 Woche (insgesamt 1) | 1                                          | The Terror Squad                           | True Story                                 | –                         |
| 21. August 2004 – 27. August 2004 1 Woche (insgesamt 5) | 5                                          | Lloyd Banks                                | The Hunger for More                        | –                         |
| 28. August 2004 – 3. September 2004 1 Woche (insgesamt 1) | 1                                          | Shyne                                      | Godfather Buried Alive                     | –                         |
| 4. September 2004 – 10. September 2004 1 Woche (insgesamt 1) | 1                                          | 213                                        | The Hard Way                               | –                         |
| 11. September 2004 – 17. September 2004 1 Woche (insgesamt 1) | 1                                          | R. Kelly                                   | Happy People/U Saved Me                    | –                         |
| 18. September 2004 – 24. September 2004 1 Woche (insgesamt 1) | 1                                          | Jill Scott                                 | Beautifully Human: Words and Sounds Vol. 2 | –                         |
| 25. September 2004 – 1. Oktober 2004 1 Woche (insgesamt 1) | 1                                          | Anita Baker                                | My Everything                              | –                         |
| 2. Oktober 2004 – 15. Oktober 2004 2 Wochen (insgesamt 2) | 2                                          | Nelly                                      | Suit                                       | –                         |
| 16. Oktober 2004 – 22. Oktober 2004 1 Woche (insgesamt 1) | 1                                          | Ciara                                      | Goodies                                    | –                         |
| 23. Oktober 2004 – 12. November 2004 3 Wochen (insgesamt 11) | 11                                         | Usher                                      | Confessions                                | –                         |
| 13. November 2004 – 19. November 2004 1 Woche (insgesamt 1) | 1                                          | R. Kelly & Jay-Z                           | Unfinished Business                        | –                         |
| 20. November 2004 – 26. November 2004 1 Woche (insgesamt 1) | 1                                          | Trick Daddy                                | Thug Matrimony: Married to the Streets     | –                         |
| 27. November 2004 – 10. Dezember 2004 2 Wochen (insgesamt 2) | 2                                          | Eminem                                     | Encore                                     | –                         |
| 11. Dezember 2004 – 17. Dezember 2004 1 Woche (insgesamt 1) | 1                                          | Destiny’s Child                            | Destiny Fulfilled                          | –                         |
| 18. Dezember 2004 – 24. Dezember 2004 1 Woche (insgesamt 1) | 1                                          | T.I.                                       | Urban Legend                               | –                         |
| 25. Dezember 2004 – 31. Dezember 2004 1 Woche (insgesamt 1) | 1                                          | Ludacris                                   | The Red Light District                     | –                         |

## Rap-Alben (Top 25)
| ← 2003 ← | Liste der Nummer-eins-R&B-Alben in den USA | Liste der Nummer-eins-R&B-Alben in den USA | Liste der Nummer-eins-R&B-Alben in den USA | 2005 →                    |
| \| Zeitraum \| Wo. ges. \| Interpret \| Titel \| Zusätzliche Informationen \| \| (Zeitraum, Wochen auf Platz eins, Interpret, Titel, zusätzliche Informationen) \| \| \| \| \| \| ------------------------------------------------------------------------------ \| -------- \| ---------------- \| -------------------------------------- \| ------------------------- \| \| 26. Juni 2004 – 2. Juli 2004 1 Woche (insgesamt 1) \| 1 \| 8Ball & MJG \| Living Legends \| – \| \| 3. Juli 2004 – 9. Juli 2004 1 Woche (insgesamt 1) \| 1 \| Beastie Boys \| To the 5 Boroughs \| – \| \| 10. Juli 2004 – 16. Juli 2004 1 Woche (insgesamt 1) \| 1 \| Jadakiss \| Kiss of Death \| – \| \| 17. Juli 2004 – 13. August 2004 4 Wochen (insgesamt 4) \| 4 \| Lloyd Banks \| The Hunger for More \| – \| \| 14. August 2004 – 20. August 2004 1 Woche (insgesamt 1) \| 1 \| The Terror Squad \| True Story \| – \| \| 21. August 2004 – 27. August 2004 1 Woche (insgesamt 5) \| 5 \| Lloyd Banks \| The Hunger for More \| – \| \| 28. August 2004 – 3. September 2004 1 Woche (insgesamt 1) \| 1 \| Shyne \| Godfather Buried Alive \| – \| \| 4. September 2004 – 10. September 2004 1 Woche (insgesamt 1) \| 1 \| 213 \| The Hard Way \| – \| \| 11. September 2004 – 17. September 2004 1 Woche (insgesamt 1) \| 1 \| Young Buck \| Straight Outta Ca$hville[31] \| – \| \| 18. September 2004 – 24. September 2004 1 Woche (insgesamt 1) \| 1 \| LL Cool J \| The DEFinition[32] \| – \| \| 25. September 2004 – 1. Oktober 2004 1 Woche (insgesamt 2) \| 2 \| Young Buck \| Straight Outta Ca$hville \| – \| \| 2. Oktober 2004 – 29. Oktober 2004 4 Wochen (insgesamt 4) \| 4 \| Nelly \| Suit \| – \| \| 30. Oktober 2004 – 5. November 2004 1 Woche (insgesamt 1) \| 1 \| Mos Def \| The New Danger[33] \| – \| \| 6. November 2004 – 12. November 2004 1 Woche (insgesamt 5) \| 5 \| Nelly \| Suit \| – \| \| 13. November 2004 – 19. November 2004 1 Woche (insgesamt 1) \| 1 \| R. Kelly & Jay-Z \| Unfinished Business \| – \| \| 20. November 2004 – 26. November 2004 1 Woche (insgesamt 1) \| 1 \| Trick Daddy \| Thug Matrimony: Married to the Streets \| – \| \| 27. November 2004 – 17. Dezember 2004 3 Wochen (insgesamt 3) \| 3 \| Eminem \| Encore \| – \| \| 18. Dezember 2004 – 24. Dezember 2004 1 Woche (insgesamt 1) \| 1 \| T.I. \| Urban Legend \| – \| \| 25. Dezember 2004 – 31. Dezember 2004 1 Woche (insgesamt 1) \| 1 \| Ludacris \| The Red Light District \| – \| |                                            |                                            |                                            |                           |
| ← 2003 |                                            |                                            |                                            | → 2005 →                  |
| Zeitraum | Wo. ges.                                   | Interpret                                  | Titel                                      | Zusätzliche Informationen |
| (Zeitraum, Wochen auf Platz eins, Interpret, Titel, zusätzliche Informationen) |                                            |                                            |                                            |                           |
| 26. Juni 2004 – 2. Juli 2004 1 Woche (insgesamt 1) | 1                                          | 8Ball & MJG                                | Living Legends                             | –                         |
| 3. Juli 2004 – 9. Juli 2004 1 Woche (insgesamt 1) | 1                                          | Beastie Boys                               | To the 5 Boroughs                          | –                         |
| 10. Juli 2004 – 16. Juli 2004 1 Woche (insgesamt 1) | 1                                          | Jadakiss                                   | Kiss of Death                              | –                         |
| 17. Juli 2004 – 13. August 2004 4 Wochen (insgesamt 4) | 4                                          | Lloyd Banks                                | The Hunger for More                        | –                         |
| 14. August 2004 – 20. August 2004 1 Woche (insgesamt 1) | 1                                          | The Terror Squad                           | True Story                                 | –                         |
| 21. August 2004 – 27. August 2004 1 Woche (insgesamt 5) | 5                                          | Lloyd Banks                                | The Hunger for More                        | –                         |
| 28. August 2004 – 3. September 2004 1 Woche (insgesamt 1) | 1                                          | Shyne                                      | Godfather Buried Alive                     | –                         |
| 4. September 2004 – 10. September 2004 1 Woche (insgesamt 1) | 1                                          | 213                                        | The Hard Way                               | –                         |
| 11. September 2004 – 17. September 2004 1 Woche (insgesamt 1) | 1                                          | Young Buck                                 | Straight Outta Ca$hville                   | –                         |
| 18. September 2004 – 24. September 2004 1 Woche (insgesamt 1) | 1                                          | LL Cool J                                  | The DEFinition                             | –                         |
| 25. September 2004 – 1. Oktober 2004 1 Woche (insgesamt 2) | 2                                          | Young Buck                                 | Straight Outta Ca$hville                   | –                         |
| 2. Oktober 2004 – 29. Oktober 2004 4 Wochen (insgesamt 4) | 4                                          | Nelly                                      | Suit                                       | –                         |
| 30. Oktober 2004 – 5. November 2004 1 Woche (insgesamt 1) | 1                                          | Mos Def                                    | The New Danger                             | –                         |
| 6. November 2004 – 12. November 2004 1 Woche (insgesamt 5) | 5                                          | Nelly                                      | Suit                                       | –                         |
| 13. November 2004 – 19. November 2004 1 Woche (insgesamt 1) | 1                                          | R. Kelly & Jay-Z                           | Unfinished Business                        | –                         |
| 20. November 2004 – 26. November 2004 1 Woche (insgesamt 1) | 1                                          | Trick Daddy                                | Thug Matrimony: Married to the Streets     | –                         |
| 27. November 2004 – 17. Dezember 2004 3 Wochen (insgesamt 3) | 3                                          | Eminem                                     | Encore                                     | –                         |
| 18. Dezember 2004 – 24. Dezember 2004 1 Woche (insgesamt 1) | 1                                          | T.I.                                       | Urban Legend                               | –                         |
| 25. Dezember 2004 – 31. Dezember 2004 1 Woche (insgesamt 1) | 1                                          | Ludacris                                   | The Red Light District                     | –                         |